# 大理糙苏
大理糙苏（学名：Phlomis franchetiana），为唇形科糙苏属下的一个植物种。